# 大竹しのぶ ねちゃダメだよ、ZZZ
『大竹しのぶ ねちゃダメだよ、ZZZ』（おおたけしのぶ ねちゃだめだよ）は、ニッポン放送で2013年10月6日から2017年6月25日まで放送されていたラジオ番組。
「大竹しのぶ交友録・携帯メモリールーレット」 - 大竹本人が所有する携帯電話の電話帳のメモリー番号検索機能を利用して、テープルーレットで決定した3桁の番号から出てきた人について間柄やエピソード等を語るコーナー、「男の人ってアホよねェ～」 - 女性リスナーの周りにいる"アホな男"話を紹介するコーナー、「たよりがあるのもいいたより」 - リスナーからのふつおたメールを紹介するコーナー、「しのぶシアター」 - 大竹がある曲の歌詞を朗読した後でその曲をかけるコーナー、などのコーナーがあり、下記の『大竹しのぶ 今伝えたいメッセージ』もある。

## 放送時間
- 日曜 21:00 - 21:50（『ニッポン放送ショウアップナイター』の放送が予定されている週は休止）
  - 2017年3月12日は「WBC2次ラウンド・オランダ×日本」中継の為、放送時間変更となり、当初は23:00 - 23:30の放送の予定となったが延長のため24:20 - 24:30（翌13日0:20 - 0:30）の放送となった。

## パーソナリティ
- 大竹しのぶ

## 大竹しのぶ 今伝えたいメッセージ
『富士通らくらくコミュニティプレゼンツ 大竹しのぶ 今伝えたいメッセージ』（ふじつうらくらくコミュニティプレゼンツ おおたけしのぶ いまつたえたいメッセージ）は2017年2月11日開始。（ニッポン放送では2月12日。）全7回放送予定。富士通コネクテッドテクノロジーズの一社提供。番組が決めたあの時どうしても伝えられなかった一言を募集し、投稿はメールやはがきではなく、らくらくコミュニティ（専用SNS）で受け付ける。ニッポン放送では当番組の1コーナー扱い。全国のNRN系列局で放送している。

### ネット局
放送時間の早い順から記載。
| 放送地域      | 放送局             | 放送時間             | 放送開始日    | 備考                                                     |
| ------------- | ------------------ | -------------------- | ------------- | -------------------------------------------------------- |
| 関東広域圏    | ニッポン放送（LF)  | 日曜 21:11 - 21:21頃 | 2017年2月12日 | 制作局 『大竹しのぶ ねちゃダメだよ、ZZZ』の1コーナー扱い |
| 山形県        | 山形放送（YBC）    | 土曜 5:00 - 5:10     | 2017年2月11日 |                                                          |
| 中京広域圏    | 東海ラジオ（SF)    | 土曜 5:45 - 5:55     | 2017年2月11日 |                                                          |
| 福島県        | ラジオ福島（rfc）  | 土曜 5:50 - 6:00     | 2017年2月11日 |                                                          |
| 福岡県        | 九州朝日放送（KBC) | 土曜 6:15 - 6:25     | 2017年2月11日 |                                                          |
| 徳島県        | 四国放送（JRT）    | 土曜 6:30 - 6:40     | 2017年2月11日 |                                                          |
| 福井県        | 福井放送（FBC）    | 土曜 6:50 - 7:00     | 2017年2月11日 |                                                          |
| 岡山県        | 山陽放送（RSK）    | 土曜 6:50 - 7:00     | 2017年2月11日 |                                                          |
| 岩手県        | IBC岩手放送        | 土曜 8:20 - 8:30     | 2017年2月11日 |                                                          |
| 大分県        | 大分放送（OBS）    | 土曜 9:00 - 9:10     | 2017年2月11日 |                                                          |
| 香川県        | 西日本放送（RNC）  | 土曜 11:00 - 11:10   | 2017年2月11日 |                                                          |
| 長野県        | 信越放送（SBC）    | 土曜 11:30 - 11:40   | 2017年2月11日 |                                                          |
| 青森県        | 青森放送（RAB）    | 土曜 12:20 - 12:30   | 2017年2月11日 |                                                          |
| 新潟県        | 新潟放送（BSN）    | 土曜 17:30 - 17:40   | 2017年2月11日 |                                                          |
| 静岡県        | 静岡放送（SBS）    | 土曜 17:50 - 18:00   | 2017年2月11日 |                                                          |
| 愛媛県        | 南海放送（RNB）    | 日曜 6:00 - 6:10     | 2017年2月12日 |                                                          |
| 宮崎県        | 宮崎放送（mrt）    | 日曜 6:10 - 6:20     | 2017年2月12日 |                                                          |
| 富山県        | 北日本放送（KNB）  | 日曜 6:20 - 6:30     | 2017年2月12日 |                                                          |
| 秋田県        | 秋田放送（ABS）    | 日曜 6:30 - 6:40     | 2017年2月12日 |                                                          |
| 長崎県 佐賀県 | 長崎放送（NBC）    | 日曜 7:00 - 7:10     | 2017年2月12日 |                                                          |
| 高知県        | 高知放送（RKC)     | 日曜 7:20 - 7:30     | 2017年2月12日 |                                                          |
| 近畿広域圏    | 朝日放送（ABC）    | 日曜 7:35 - 7:45     | 2017年2月12日 |                                                          |
| 沖縄県        | ラジオ沖縄（ROK）  | 日曜 7:45 - 7:55     | 2017年2月12日 |                                                          |
| 石川県        | 北陸放送（MRO）    | 日曜 7:50 - 8:00     | 2017年2月12日 |                                                          |
| 鳥取県 島根県 | 山陰放送（BSS）    | 日曜 8:00 - 8:10     | 2017年2月12日 |                                                          |
| 和歌山県      | 和歌山放送（wbs）  | 日曜 9:15 - 9:25     | 2017年2月12日 |                                                          |
| 山梨県        | 山梨放送（YBS）    | 月曜 18:20 - 18:30   | 2017年2月13日 |                                                          |
| 宮城県        | 東北放送（TBC）    | 火曜 16:40 - 16:50   | 2017年2月14日 |                                                          |
| 北海道        | STVラジオ          | 火曜 18:20 - 18:30   | 2017年2月14日 | 『情報アライブNEXT』内                                   |
| 鹿児島県      | 南日本放送（MBC）  | 水曜 17:15 - 17:25   | 2017年2月15日 |                                                          |
| 山口県        | 山口放送（KRY）    | 水曜 18:20 - 18:30   | 2017年2月15日 |                                                          |
| 熊本県        | 熊本放送（RKK）    | 水曜 18:30 - 18:40   | 2017年2月15日 |                                                          |
| 広島県        | 中国放送（RCC）    | 金曜 5:20 - 5:30     | 2017年2月17日 |                                                          |